# Polygaloides chamaebuxus
Polygaloides chamaebuxus är en jungfrulinsväxtart som först beskrevs av Carl von Linné, och fick sitt nu gällande namn av Otto Karl Anton Schwarz. Polygaloides chamaebuxus ingår i släktet Polygaloides och familjen jungfrulinsväxter. Inga underarter finns listade i Catalogue of Life.